# Визня
Визня (укр. Візня) — село на Украине, основано в 1649 году, находится в Малинском районе Житомирской области.
Код КОАТУУ — 1823482202. Население по переписи 2001 года составляет 118 человек. Почтовый индекс — 11600. Телефонный код — 4133. Занимает площадь 0,669 км².

## Адрес местного совета
11655, Житомирская область, Малинский р-н, с. Ворсовка